# Palestra Ginnastica Fiorentina Libertas 1925-1926
Questa pagina raccoglie le informazioni riguardanti la  Palestra Ginnastica Fiorentina Libertas nelle competizioni ufficiali della stagione 1925-1926.

## Rosa
| N. |                     | Ruolo | Calciatore        |
| -- | ------------------- | ----- | ----------------- |
|    | Italia (bandiera)   | D     | Aliatis           |
|    | Italia (bandiera)   | A     | Giuseppe Bacconi  |
|    | Italia (bandiera)   | C     | Baldini           |
|    | Italia (bandiera)   | D     | Ermanno Barigozzi |
|    | Italia (bandiera)   | P     | Luigi Bechini     |
|    | Ungheria (bandiera) | A     | Károly Csapkay    |
|    | Italia (bandiera)   | D     | Farina            |
|    | Italia (bandiera)   | C     | Giuseppe Focosi   |

| N. |                     | Ruolo | Calciatore        |
| -- | ------------------- | ----- | ----------------- |
|    | Italia (bandiera)   | D     | Magnifico         |
|    | Italia (bandiera)   | C     | Carlo Mazzacurati |
|    | Ungheria (bandiera) | D     | Jan Posteiner     |
|    | Italia (bandiera)   | C     | Aldo Sala         |
|    | Italia (bandiera)   | A     | Salvatorini       |
|    | Italia (bandiera)   | P     | Sbrana            |
|    | Italia (bandiera)   | C     | Duilio Segoni (I) |
|    | Italia (bandiera)   | A     | Vasco Segoni (II) |